# Orvietan
Orvietan, även kallad venetiansk teriak, var ett universalmedel som användes som antidot mot gifter eller svåra sjukdomar i största allmänhet. Namnet kommer från den italienska staden Orvieto där charlatanen Jeronimo Ferranti sägs vara dess skapare. Medlet var populärt under 1600-talet och såldes framgångsrikt ända in på 1700-talet. Orvietan omnämns av bland andra författarna Molière och Sir Walter Scott.